# Farina di castagne della Lunigiana
La farina di castagne della Lunigiana è un particolare tipo di farina di castagne caratterizzata da una consistenza molto fine e dal colore avorio-crema che si ottiene grazie ad un'antichissima tecnica di affumicatura che ha luogo nei tipici metati alimentati costantemente con legna di castagno e alla molinatura fatta con macina a pietra. Ha ottenuto il riconoscimento Denominazione di Origine Protetta - Protezione Transitoria Nazionale nel 2006, in attesa del riconoscimento europeo.
La zona di produzione si estende nella provincia di Massa Carrara ed in particolare ai comuni di Aulla, Bagnone, Casola in Lunigiana, Comano, Filattiera, Fivizzano, Fosdinovo, Licciana Nardi, Mulazzo, Podenzana, Pontremoli, Tresana, Villafranca in Lunigiana e Zeri.
La quantità prodotta è pari a 70 quintali annui ed il 14 novembre data di start up per la commercializzazione.